# Hiawatha
Hiawatha (Hä-yo-went’-hä; Čovjek koji se češlja ili Man who Combs), naziv položaja jednog od devet poglavica Mohawka i osobno ime koje poglavica dobiva danom stupanja na tu funkciju. To je anglizirani oblik izvornog naziva Hä-yo-went’-hä jednog od 50 u plemenskom savezu Haudenosaunee, koji je unutar konfederacije Iroquois zastupao pleme Mohawk.
Hä-yo-went’-hä je kao i Da-gä-e’-o-gă i Da-gä-no-we’-dä pripadao klanu Kornjača i prvoj klasi poglavica među Mohawkima. Po irokeškom pravilu stupanjem na dužnost neklog položaja, naziv istog položaja postao bi i osobno ime poglavice sve dok bi bio na tom položaju. Kako se Deganawida (Da-gä-no-we’-dä) i Hiawatha (Hä-yo-went’-hä) smatraju utemeljivačima saveza Irokeza njihova mjesta na tim položajima poslije njih više nitko nije zauzimao, ali se na sastancima vijeća ponašalo kao da oni tamo sjede, tako da je u principu postojalo svega 48 irokeških poglavica, odnosno sedam među Mohawkima. 
I Deganawida i Hiawatha (čije je postojanje nemoguće dokazati), postali su legendarne ličnosti u pjesmama i pričama.